# Сельское поселение «Иля»
Се́льское поселе́ние «Иля» (бур. Элеэын hомон) — муниципальное образование в Дульдургинском районе Забайкальского края Российской Федерации.
Административный центр — село Иля.

## История
Статус и границы сельского поселения установлены Законом Читинской области от 19 мая 2004 года «Об установлении границ, наименований вновь образованных муниципальных образований и наделении их статусом сельского, городского поселения в Читинской области».

## Население
| 2010 | 2011 | 2012 | 2013 | 2014 | 2015 | 2016 |
| ---- | ---- | ---- | ---- | ---- | ---- | ---- |
| 316  | →316 | ↘312 | →312 | ↗317 | ↘314 | ↘311 |
| 2017 | 2018 | 2019 | 2020 | 2021 |      |      |
| ↘298 | ↗306 | ↘300 | ↘293 | ↘253 |      |      |

## Состав сельского поселения
| № | Населённый пункт | Тип населённого пункта       | Население |
| - | ---------------- | ---------------------------- | --------- |
| 1 | Иля              | село, административный центр | ↘253      |